# ターナー・ブロードキャスティング・システム
ターナー・ブロードキャスティング・システム（Turner Broadcasting System, Inc.、TBS, Inc.）は、アメリカのテレビ、メディア・コングロマリット。ジョージア州アトランタにてテッド・ターナーによって設立され、1996年にタイム・ワーナー（後にワーナーメディア）と合併した。2022年4月現在、その資産はワーナー・ブラザース・ディスカバリー（WBD）が所有している。
2018年6月14日にターナー・ブロードキャスティング・システムを含むタイム・ワーナーは、通信会社AT&Tに買収され、ワーナーメディアと改名された。買収後、「ターナー」は企業ブランドとして段階的に廃止され、2019年3月4日にその資産はワーナーメディア・エンターテインメント（TBS、TNT、truTV）、ワーナーメディア・ニュース&スポーツ（CNN、ターナースポーツ、AT&Tスポーツネット）に分散されるか、ワーナー・ブラザース（カートゥーン ネットワーク、アダルトスイム、ターナー・クラシック・ムービーズ）の直下に置かれた。2020年8月10日にワーナーメディア・エンターテインメントとワーナー・ブラザース・エンターテイメントの資産が合併し、ワーナーメディア・スタジオ&ネットワークス・グループが設立された。
2020年現在、AT&Tはターナー事業部門傘下のワーナーメディアの広告支援ケーブルネットワークの財務結果を報告しており、プレスリリースではTBS、TNT、truTVのグループを指すために「TNets」という用語も使用している。2022年4月8日にワーナーメディアはディスカバリーと合併してワーナー・ブラザース・ディスカバリーを設立し、両社の広告サポートケーブルネットワークのほとんど全てがワーナー・ブラザース・ディスカバリー・USネットワークス傘下に置かれた（しかしながら、ターナー・インターナショナルは2022年まで国際企業ウェブサイトとして存続した（ワーナー・ブラザース・ディスカバリーの合併の結果となっている））。
略称が同じである日本のTBSテレビ（Tokyo Broadcasting System Television, Inc.、TBS）は無関係。

## 歴史
1970年にテッド・ターナーがアトランタのテレビ局WJRJ（現在のWPCH-TV）を買収、コールサインをWTCGに改める。TCGはTurner Communications Groupの頭文字から来ている。
1976年12月17日にWTCGは通信衛星を使ったケーブルテレビ向けの配信を開始した。これは全米初のスーパーステーションとなった。
1979年に会社名をTurner Communications GroupからTurner Broadcasting Systemへ変更し、チャンネル名を「WTBS」と変更。
1980年6月1日に新しいニュースのネットワークチャンネルであるCNNを放送開始する。
1984年10月27日にMTVに対抗して音楽チャンネルCable Music Channel（CMC）を立ち上げるが、放送開始後わずか1ヶ月あまりで放送中止。
経営危機のため1987年にはTCI（AT&Tとの合併を経て、メディア部門リバティメディアは2001年独立）が救済し、TBSの主要株主となった。
1996年10月10日にTBSはタイム・ワーナーと合併する。1999年10月1日に放送開始したSportSouthをニューズ・コーポレーションのFox Cable Networksに売却する。現在はBally Sports Southとなっている。
2019年3月4日にAT&Tはターナー・ブロードキャスティング・システムを効果的に解散させるため、放送資産の大規模な再編を発表した。その資産は、新しく設立されたワーナーメディア・エンターテインメントやワーナーメディア・ニュース&スポーツを含むワーナーメディアの複数のユニットに分散する予定である。ワーナーメディア・エンターテインメントはHBO、TBS、TNT、truTV、および今後の直接消費者向けビデオサービス（元NBCエンターテインメントチーフのロバート・グリーンブラットが率いる）で構成され、ワーナーメディア・ニュース&スポーツはCNN、ターナースポーツ、AT&Tスポーツネット地域ネットワーク（CNNワールドワイド社長のジェフ・ズッカーが率いる）で構成される。カートゥーン ネットワーク、アダルトスイム、BOOMERANG、ターナー・クラシック・ムービーズは、ワーナー・ブラザース・エンターテイメントの傘下に入り、新しい「グローバルキッズ&ヤングアダルト」事業部門が誕生する。AT&Tは変更のスケジュールを明記していなかったが、ワーナーメディアはすでに企業コミュニケーションにおいてターナー・ブロードキャスティングへの言及を削除し始めており、プレスリリースでは同社のネットワークを「ワーナーメディア部門」と呼んでいる。
2020年8月10日にワーナーメディアは大規模な企業改革でいくつかのユニットを再編し、その結果、TBS、TNT、truTVは、ワーナーメディア・エンターテインメントとワーナー・ブラザース・エンターテイメントのそれぞれの資産を統合してワーナーメディア・スタジオ&ネットワークス・グループ・ユニットを形成し、カートゥーン ネットワーク/アダルトスイム、BOOMERANG、TCMと同じ傘下に戻された。2004年からワーナーメディアに在籍し（HBO Independent Productionsの開発ディレクターとして）、2016年5月にHBOとシネマックスのプログラミング担当プレジデントに昇進したケイシー・ブロイズは、ワーナーメディアの基本的なケーブルネットワークとHBO Maxの監督を彼の範囲に追加した。
2022年4月8日にワーナーメディアはAT&Tに売却され、ディスカバリーと合併してワーナー・ブラザース・ディスカバリー（WBD）となった。CNN、HBO、マグノリアネットワークを除く同社が所有するすべてのリニアネットワークは、ワーナー・ブラザース・ディスカバリー・USネットワークスの社長としてキャスリーン・フィンチが監督しており、ブレット・ワイツはTBS、TNT、truTVのゼネラルマネージャーを14年間務めた後に解任された。ニュース&スポーツ部門もCNNグローバルとワーナー・ブラザース・ディスカバリー・スポーツの別々の部門に分割され、後者にはユーロスポーツなどのディスカバリーのスポーツ部門も含まれていた。

## 運営チャンネル

### アメリカ国内
- TBS
- TNT（Turner Network Television）/TNT HD
- truTV（Court TV）